# Nora Brugman
Nora Brugman Cabot (Barcelona, 31 de enero de 1992) es una deportista española que compitió en vela en la clase 470. Entre 2016 y 2020 compitió bajo la bandera de Estados Unidos.
Ganó tres medallas en el Campeonato Mundial de 470 entre los años 2022 y 2024, y dos medallas en el Campeonato Europeo de 470, en los años 2022 y 2024.
Participó en los Juegos Olímpicos de París 2024, ocupando el cuarto lugar en la prueba de 470 mixto.
Estudió Publicidad y Relaciones Públicas en la Universidad Pompeu Fabra de Barcelona.

## Palmarés internacional
| \| Representando a España \| \| \| \| \| Campeonato Mundial \| \| \| \| \| Año \| Lugar \| Medalla \| Clase \| \| 2022 \| Sdot Yam (Israel) \| Medalla de plata \| 470 mixto \| \| 2023 \| La Haya (Países Bajos) \| Medalla de plata \| 470 mixto \| \| 2024 \| El Arenal (España) \| Medalla de oro \| 470 mixto \| \| Campeonato Europeo \| \| \| \| \| Año \| Lugar \| Medalla \| Clase \| \| 2022 \| Çeşme (Turquía) \| Medalla de plata \| 470 mixto \| \| 2024 \| Cannes (Francia) \| Medalla de oro \| 470 mixto \| |                        |                  |           |
| Representando a España |                        |                  |           |
| Campeonato Mundial |                        |                  |           |
| Año | Lugar                  | Medalla          | Clase     |
| 2022 | Sdot Yam (Israel)      | Medalla de plata | 470 mixto |
| 2023 | La Haya (Países Bajos) | Medalla de plata | 470 mixto |
| 2024 | El Arenal (España)     | Medalla de oro   | 470 mixto |
| Campeonato Europeo |                        |                  |           |
| Año | Lugar                  | Medalla          | Clase     |
| 2022 | Çeşme (Turquía)        | Medalla de plata | 470 mixto |
| 2024 | Cannes (Francia)       | Medalla de oro   | 470 mixto |